# Bruzzano Zeffirio
Bruzzano Zeffirio är en ort och kommun i storstadsregionen Reggio Calabria, innan 2017 provinsen Reggio Calabria, i regionen Kalabrien i Italien. Kommunen hade 1 094 invånare (2017).